# Baldský vrch
Baldský vrch (693 m n. m.) je vrch v okrese Svitavy v Pardubickém kraji. Leží asi 1,6 km západně od obce Stašov na jejím katastrálním území. Je to nejvyšší bod Svitavské pahorkatiny.

## Geomorfologické zařazení
Geomorfologicky vrch náleží do celku Svitavská pahorkatina, podcelku Českotřebovská vrchovina, okrsku Kozlovský hřbet a podokrsku Stašovský hřbet.